# Nimbavombatus
Nimbavombatus — вимерлий рід родини вомбатових. Рід містить такі види: Nimbavombatus boodjamullensis. Скам'янілості виявлено в Австралії (2 колекції).